# Heidelberger Granit

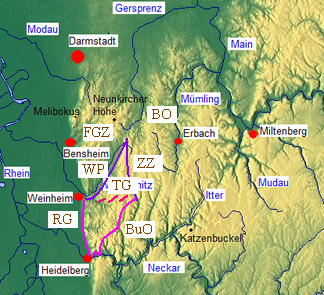
Heidelberger Granit (Pinklinie) des Kristallinen Odenwaldes und angrenzende geologische Gebiete: Schollenagglomerat (Sign. rot///), Trommgranit (TG, violett gerahmt), Rheingraben (RG) und Buntsandstein-Odenwald (BuO). Weitere Einheiten: Flasergranitoidzone (FGZ), Weschnitzpluton (WP), Böllsteiner Odenwald (BO), Zwischenzone (ZZ), Frankenstein-Komplex

Als Heidelberger Granit wird der südliche Teil des Kristallinen Odenwaldes zwischen Weinheim und Heidelberg im Westen und der Buntsandsteinstufe im Osten bezeichnet.
Er kristallisierte im Unterkarbon vor etwa 333 bis 329 Mio. Jahren aus und repräsentiert somit eine Entwicklungsstufe der Variszischen Gebirgsbildung, deren Ursachen und Verlauf unter Geologie des Odenwaldes skizziert sind.

## Die Hauptformationen des Heidelberger Granitgebietes
Das Leitgestein, und damit namengebend für die südlichste Region des kristallinen Odenwalds, ist ein durch große Kalifeldspate vielfach porphyrartig wirkender Granit (pG), bei dem die hellen Gemengeteile Quarz, Kalifeldspat und Kalknatronfeldspat (Plagioklas) mit wechselnder Korngröße vorherrschen. Die durchschnittliche mineralogische Zusammensetzung liegt bei 20–25 % Quarz, 30–35 % Kalifeldspat, 35–40 % Plagioklas, 5–10 % Biotit (dunkler Glimmer) und ähnelt der des Trommgranits, der etwa 10 % mehr Quarz und etwas weniger Kalifeldspat enthält. Gemeinsam ist beiden auch die Infiltration von feinkörnigen aplitartigen Granitintrusionen (G2), wahrscheinlich die jüngsten im Odenwald. Diese Nachschübe weisen kaum Biotit, weniger Plagioklas, aber mehr Kalifeldspat und Quarz auf als der Heidelberger Granit.

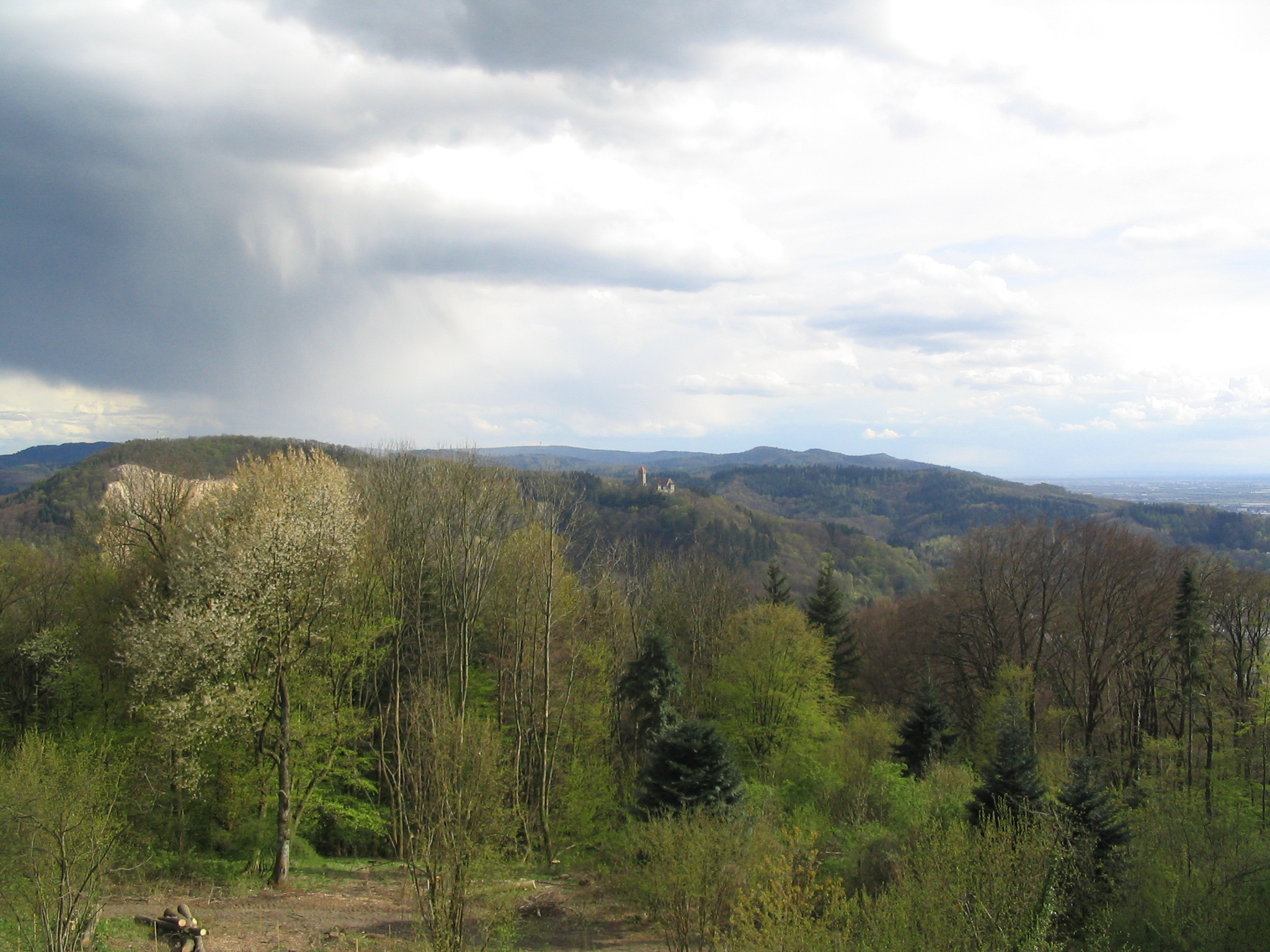
Hinter dem Rhyolith-Wachenberg-Rücken (links) das Granit-Granitoid-Gebiet zwischen Weinheim (Geiersberg) und Schriesheim (vom Hirschkopf aus fotografiert), dahinter Rhyolith- und Buntsandstein-Berge (u. a. Weißer Stein) nördlich Heidelbergs, rechts am Horizont: die Rheinebene

Eine genaue Grenzziehung zum nördlichen Trommgranit ist kaum möglich, auch wenn eine Mischzone, das sogenannte Schollenagglomerat, südlich einer Linie Weinheim-Wald-Michelbach die Gebiete teilweise trennt. Das Schollenagglomerat ist ein Verband von Gesteinen (Granit-Granodiorit-Diorit-Schiefergneis mit vielfältigen Übergängen), die im Zuge der Gebirgsbildung metamorphosiert und von Granitintrusionen aufgelöst wurden.
Die pG/G2-Verteilung im Heidelberger Granit-Gebiet konzentriert sich auf die Region am Gebirgsrand zwischen Weinheim-Schriesheim und erstreckt sich bis zur Buntsandsteinstufe, die östlich des Trommgranits in der Störungszone der Otzbergspalte (s. u.) entlang des Ulfenbachtals verläuft, dann bogenförmig (über Siedelsbrunn-Heiligkreuzsteinach-Vorderheubach-Altenbach) südwestlich bis Heidelberg ausschwingt und dadurch die Granite bedeckt (weiteres unter Geologie des Odenwaldes), worauf einige Anschnitte in Tälern (z. B. im Eiterbach- bzw. Neckartal) hinweisen. G2 tritt vorwiegend im östlichen Raum Lampenhain-Vorderheubach-Heiligkreuzsteinach auf. Unterbrochen wird dieser Komplex durch Granodiorit-, Diorit/Gabbro-, Schiefergneis- sowie Rhyolith- und Tuffstein-Inseln, v. a. in einem Viereck zwischen Ritschweier-Oberflockenbach-Unter-Flockenbach-Leutershausen-Ritschweier. Südlich und östlich Schriesheims durchbrechen vulkanische Gesteine die Granite oder überdecken sie.
Solche Formationen sind noch in Steinbrüchen aufgeschlossen, die Bausteine sowie Straßenschotter herstellen: Rhyolith wird bzw. wurde vor allem bei Weinheim (Wachenberg, 399 m ü. NN), Schriesheim (Ölberg) und Dossenheim abgebaut, Granit/Granodiorit beispielsweise am Steinberg nahe der Ursenbacher Höhe (Granodiorit: 35 % Plagioklas, 25 % rötlicher Quarz, 25 % Kalifeldspat, 10 % Biotit und Hornblende). Ein Sonderfall ist im Granitgebiet der Hohen Waid bei Schriesheim der Granatfelsen als ca. 200 m lange und 50 m breite Linse in Metamorphiten. Die Kalkgranate haben sich wahrscheinlich aus silikathaltigen Kalksteinen durch Kontakt mit der metamorphen Umgebung gebildet.

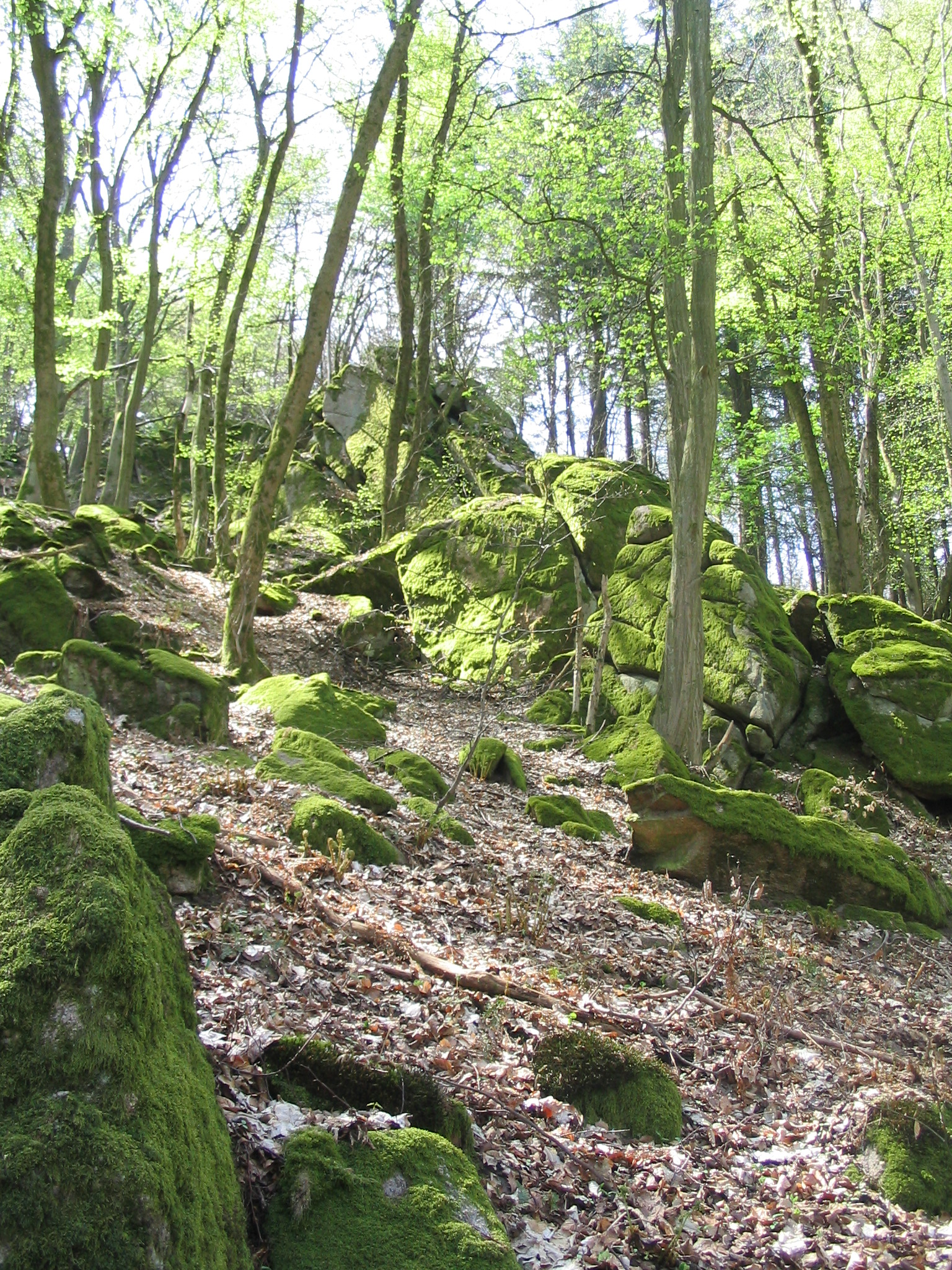
Felsformationen am Eichelberg-Nordhang (südöstlich Oberflockenbachs): Porphyrartiger Granit (pG) mit großen Kfs-Kristallen und (lokale Besonderheit) rötlichem Quarz
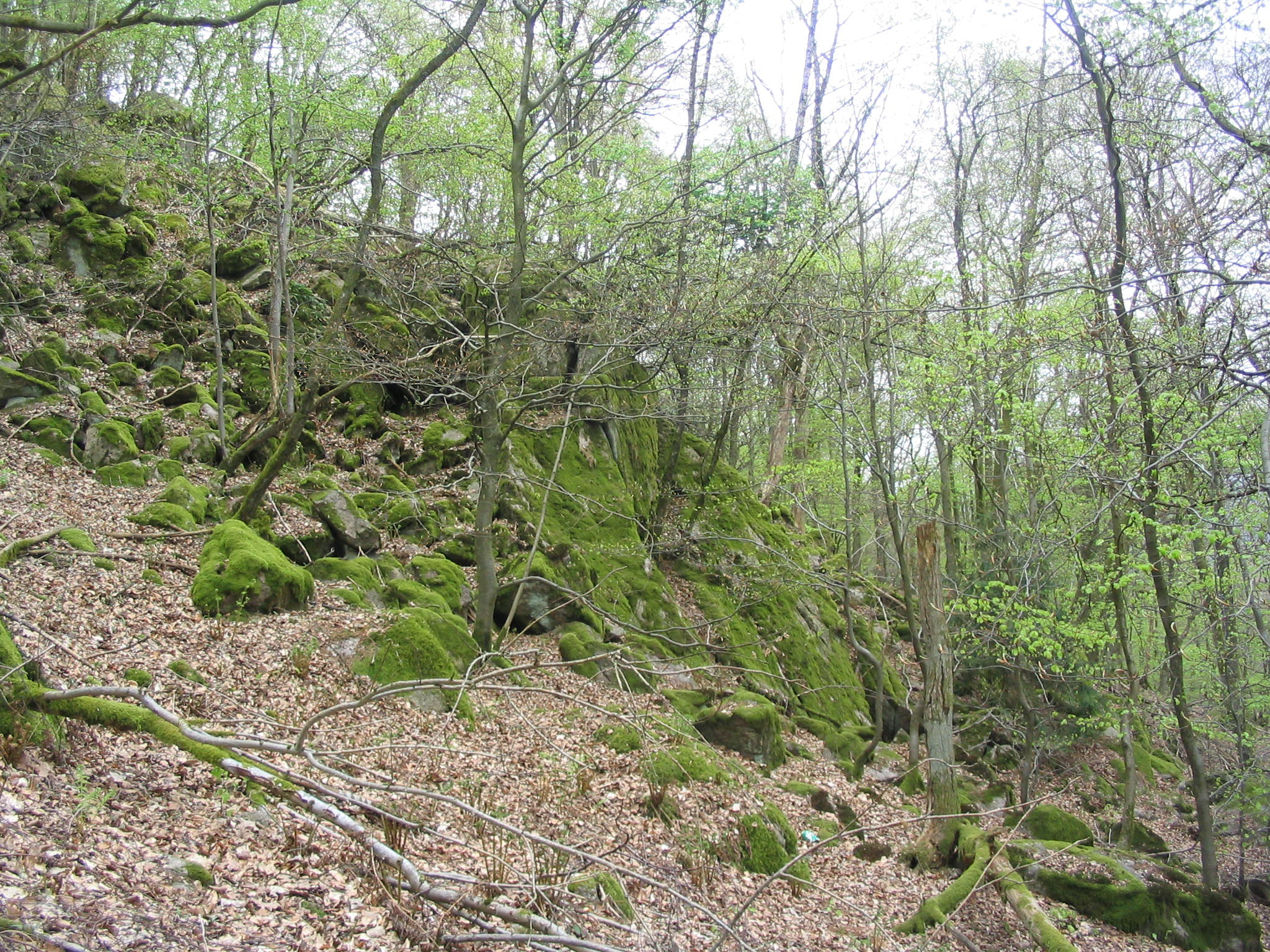
Die Granitklippe zieht sich mit Felsburgen und Blockhalden in einem langen Band vom Gipfel des Eichelbergs den steilen Nordhang hinab.
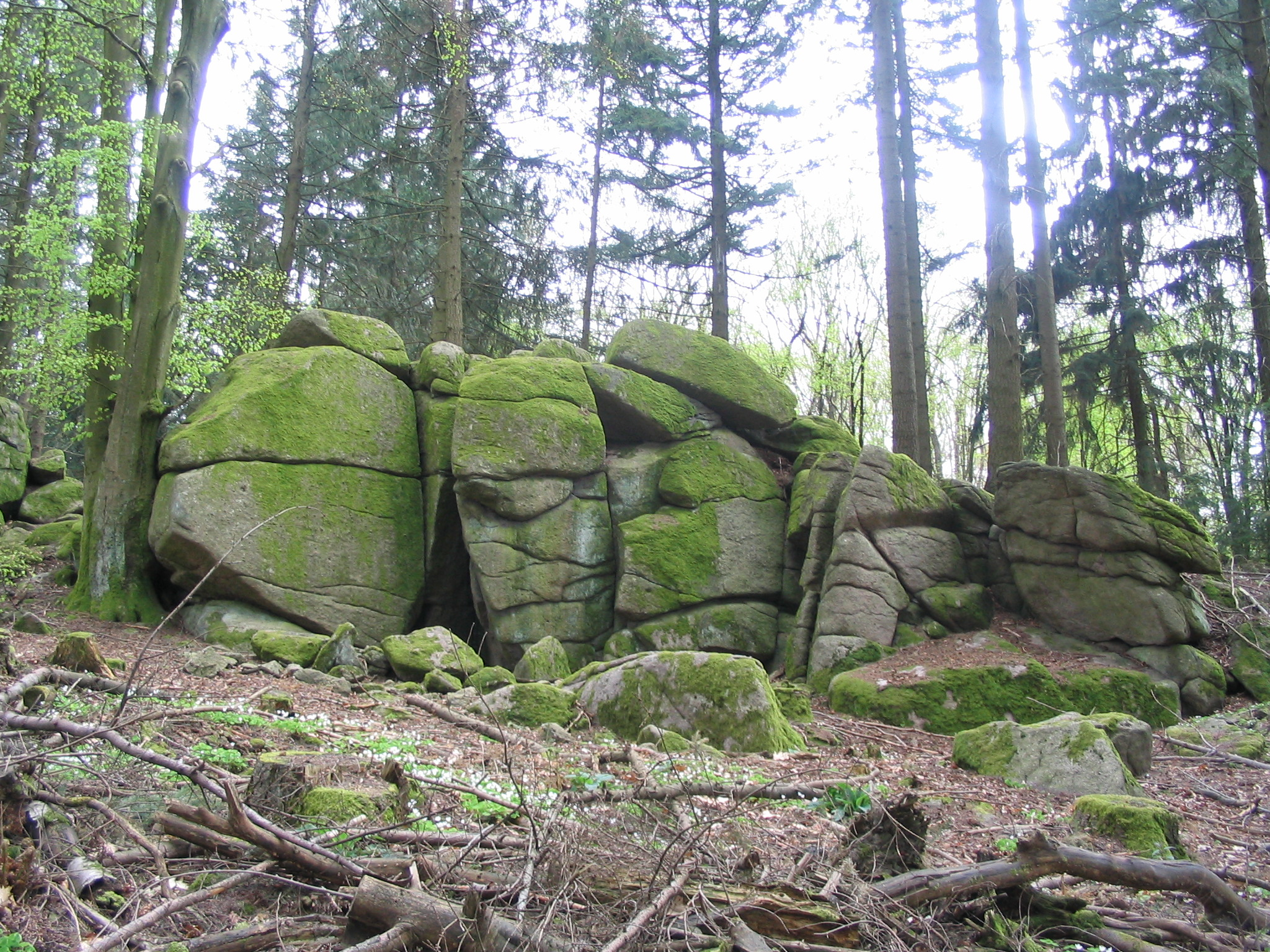
Wildeleutstein zwischen Wünschmichelbach und Bärsbach (östlich des Eichelbergs). Nach einer Sage wohnten in der Höhle einst Waldleute, die den Bauern bei der Arbeit halfen und dafür Nahrung erhielten.
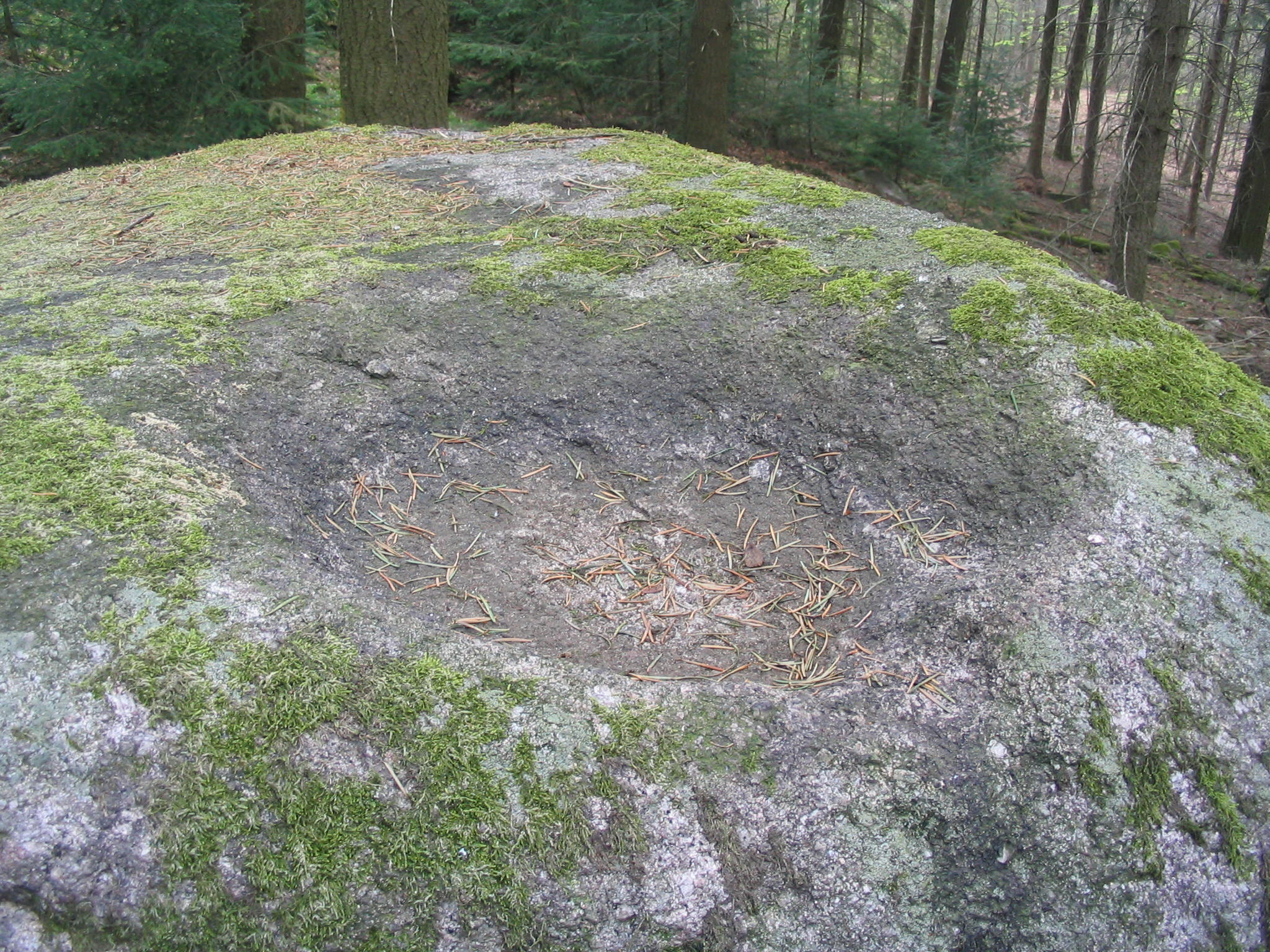
Aus schalenförmig erodierten Vertiefungen in den Granitsteinen aßen und tranken die sagenhaften Wesen.
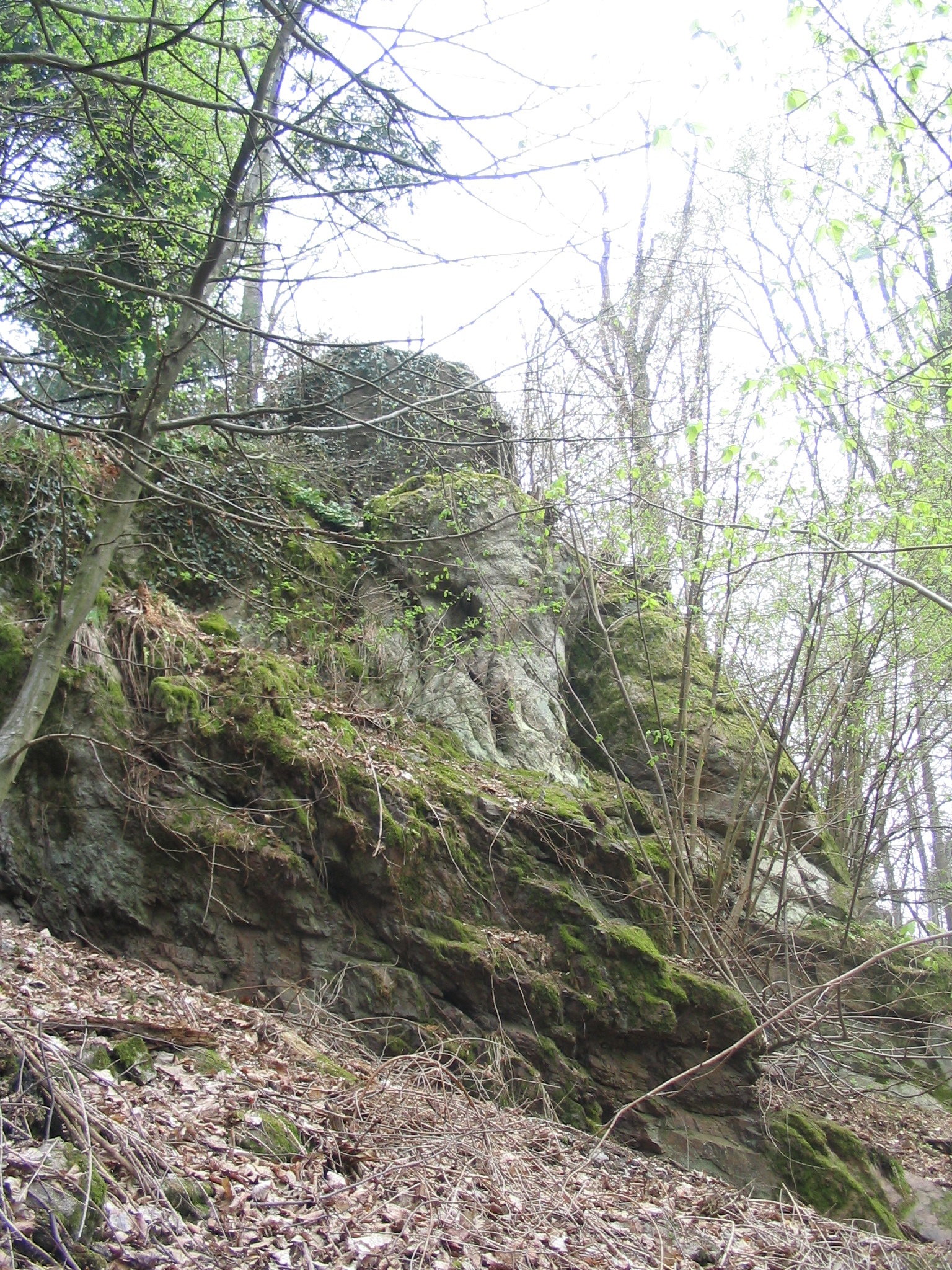
Granit-Granodiorit-Felsformation Steinerne Kanzel am Kanzelberg östlich von Hirschberg-Großsachsen
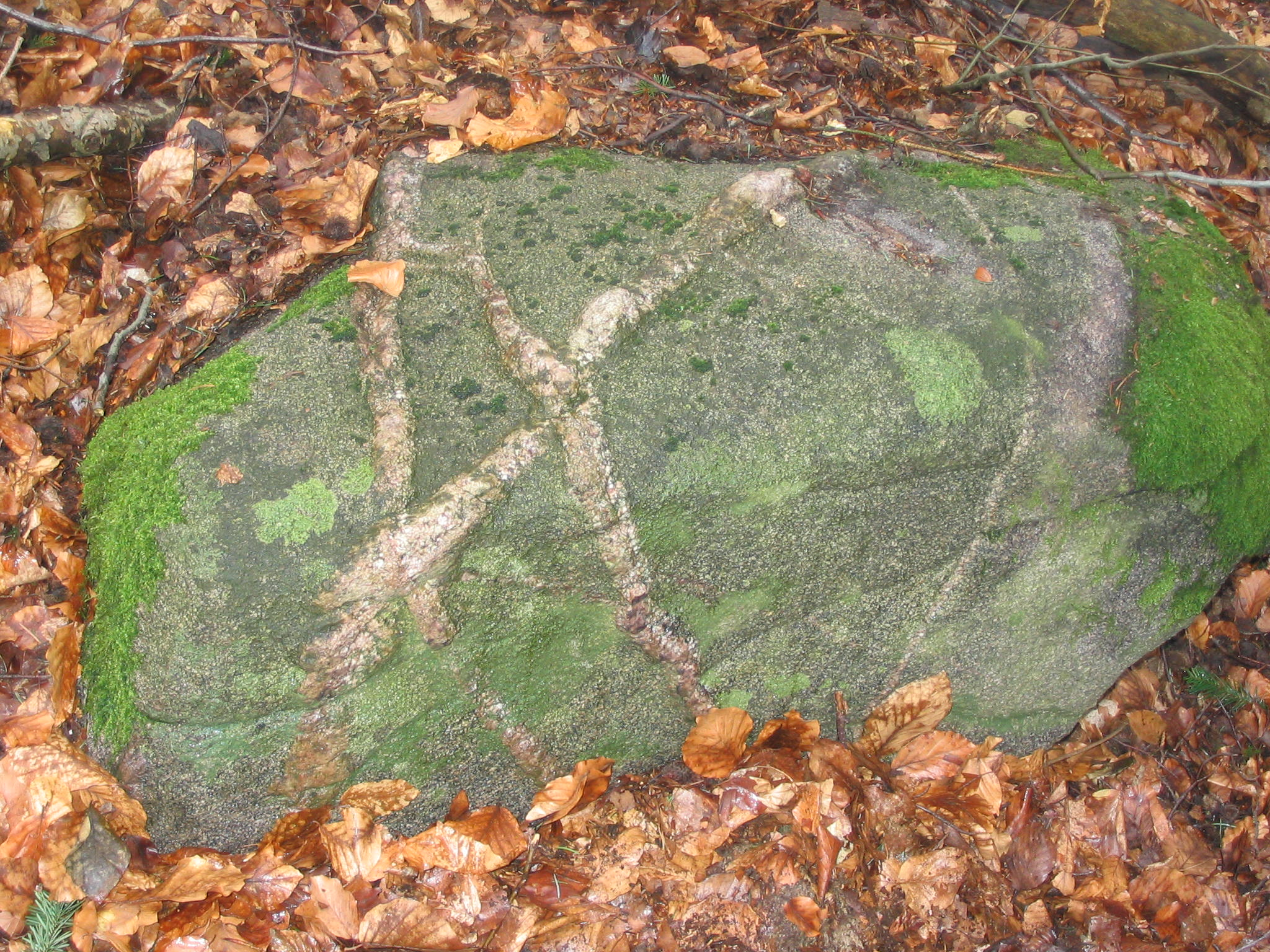
Durch Verwitterung herauspräparierte Quarz-Spaltenfüllung im Granit am westlichen Im Loh- Hang (Daumbergvulkan-Umfeld)
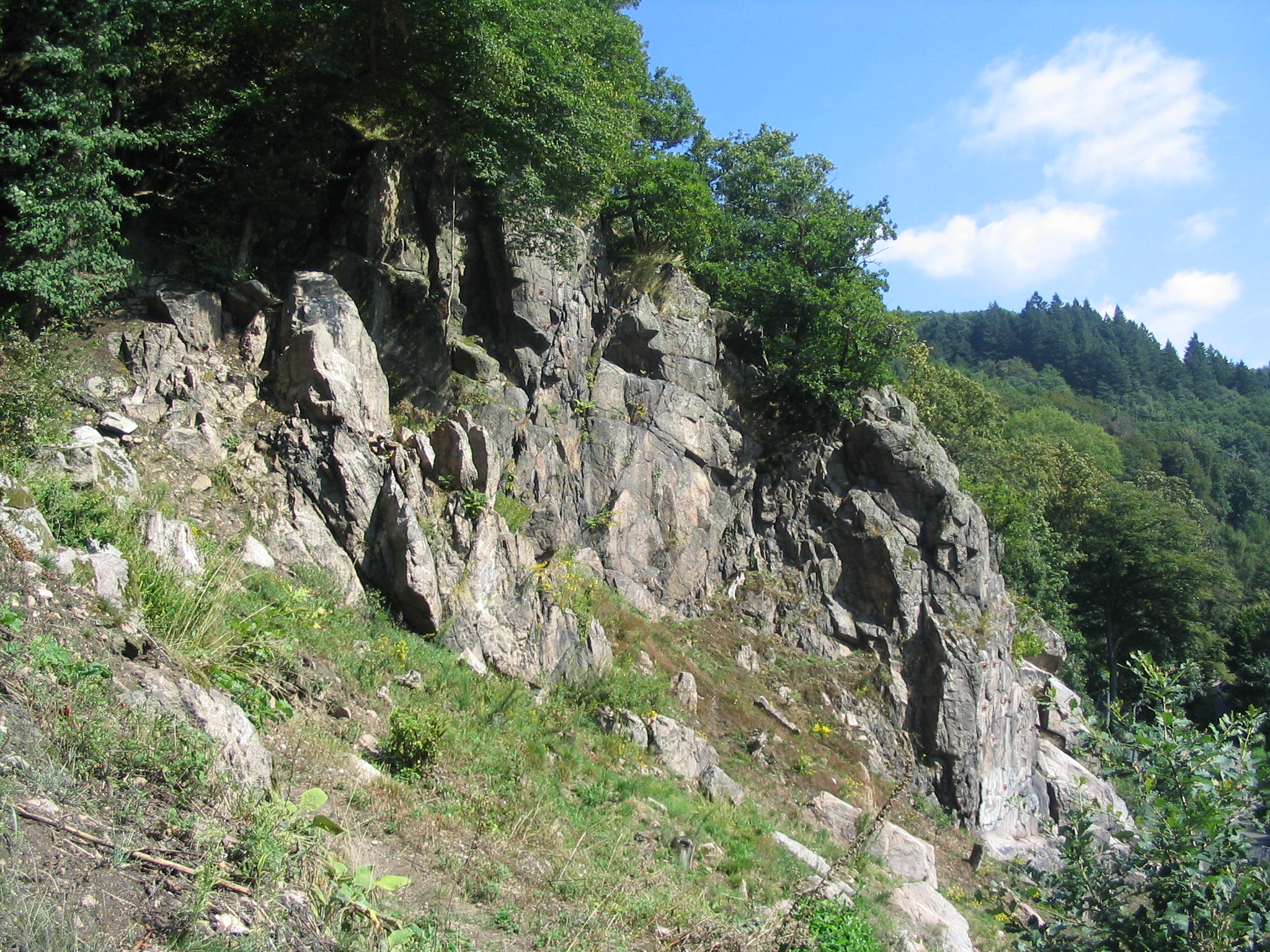
Durch Erosion des Neckars erschlossenes Grundgebirge: Granit-Klippe Russenstein am Haarlaß bei Heidelberg

## Tektonische Prozesse
Durch die Kontinentalverschiebung drifteten in der Devon- und Karbon-Zeit (vor etwa 380-320 Mio. Jahren) zwischen einem Nord und einem Südkontinent kleine Terrane und Inseln aufeinander zu. Infolge der Zusammenschiebungen wurden einmal Gesteine tief in die Erdkruste versenkt (Subduktion) und in ca. 15 Kilometer Tiefe aufgeschmolzen, zum Zweiten – zusammen mit Magmagesteinen – langsam wieder in die Erdkruste hochgedrückt, wo sie im Laufe von 60 Mio. Jahren allmählich abkühlten und auskristallisierten. So entstand das Variszische Gebirge, zu dem der Odenwald zählt, und als Teil davon die südlichste Region des Heidelberger Granits mit den oben genannten Granit- und Mischgesteinzonen.
In der Fachliteratur werden sowohl die Entstehung der verschiedenen Formationen des kristallinen Odenwaldes wie auch die Abgrenzung gegenüber den benachbarten Einheiten in Verbindung mit den tektonischen Prozessen diskutiert. Unterschiedliche Auffassungen gibt es bezüglich der Abgrenzung der südlichen Granit- und Granodioritkomplexe gegenüber der zentralen Flasergranitoidzone.
Willner (1991) und Krohe (1994) beschreiben, wie Altherr, eine Störungszone (strike-slip zone) als Grenze zwischen der Flasergranitoidzone und dem Weschnitzpluton und betonen die Unterschiede der Intrusionsstrukturen: Im südlichen Teil des Bergsträßer Odenwalds treten die Intrusionen als große nach oben dringende Plutone auf, wohingegen sie der zentralen Region meistens eine enge und komplexe Verbindung eingehen. Deshalb teilen sie den Bergsträßer Odenwald in zwei unabhängige tektonisch-metamorphische Einheiten (unit 2 und unit 3). Stein dagegen fasst die Flasergranitoidzone mit Weschnitzpluton, Trommgranit und Heidelberger Granit zusammen, da er keine Störungszone ermitteln konnte.

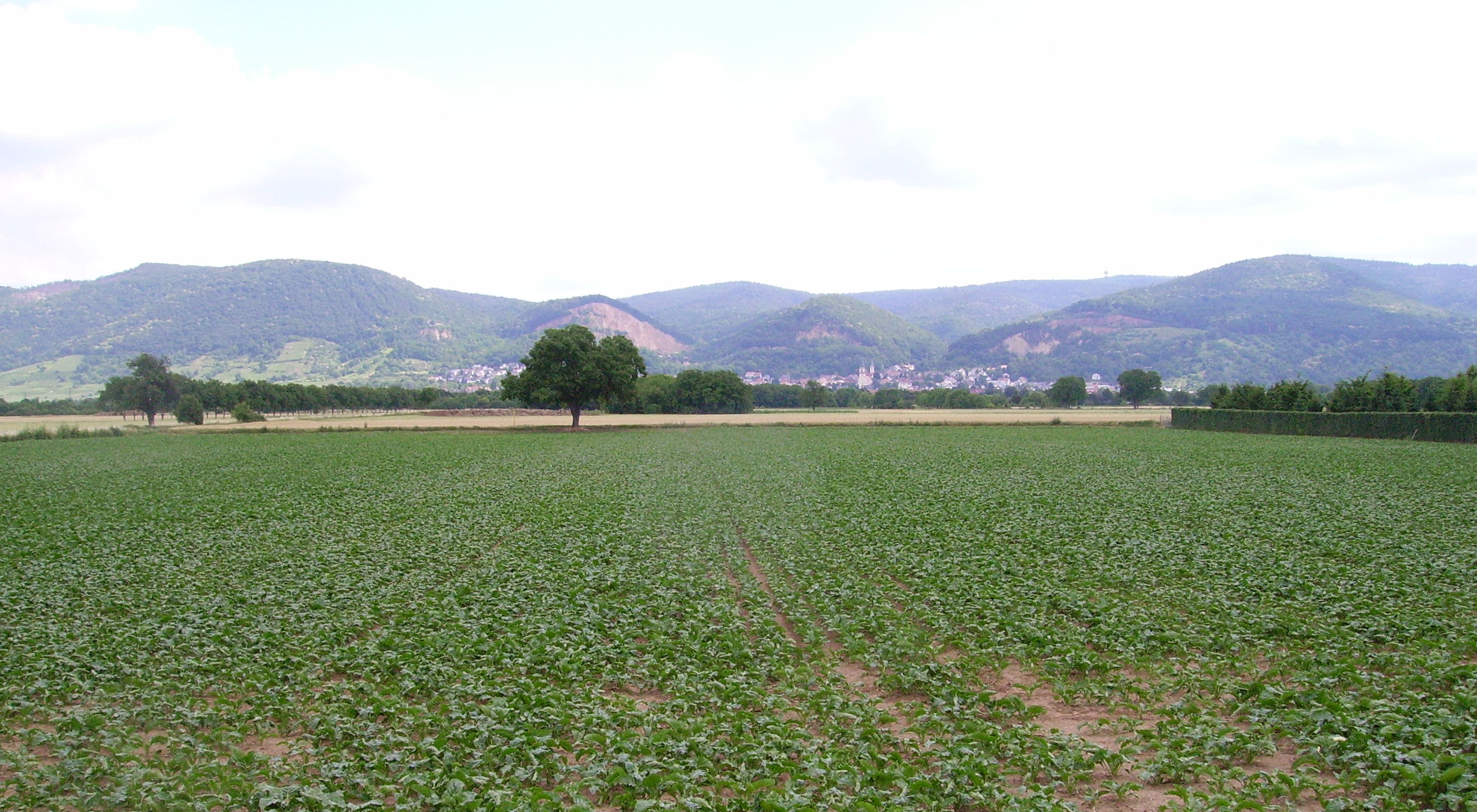
Von der Rheinebene aus weit sichtbar sind die Porphyr (Rhyolith)-Steinbrüche zwischen Schriesheim (auf dem Granitgrundgebirge, links oben am Bildrand) und Dossenheim. Als geologische Fenster geben sie einen Blick frei zurück in die Zeit des Vulkanismus im Rotliegenden

Für diese Annahme sprechen v. a. die Radiometrische Messungen von Kreuzer und Harre, Rittmann (1984) und Todt (1995), die weder eine bedeutende Zeitdifferenz zwischen den Intrusionen noch zwischen den Höhepunkten der Metamorphosen in beiden units zeigen: 235Uran-207Blei- und 238Uran-206Blei-Datierungen an Zirkonen von Metamorphiten, die aus Sedimenten entstanden sind, des zentralen (336–337 Mio. Jahre) und des südlichen Bergsträßer Odenwalds (342 Mio. Jahre, 332 Mio. Jahre) beziehen sich auf thermale Spitzen der regionalen Metamorphose. Die anschließende Abkühlungsgeschichte ist hergeleitet von Kalium-Argon- und 40Argon-39Argon Werten von Hornblende (343-335 Mio. Jahre; 334 Mio. Jahre) und Biotit (328-317 Mio. Jahre; 330 Mio. Jahre). Die weitere Beweisführung ist unter Flasergranitoidzone aufgeführt.
Die Eruptivgesteine bildeten sich in der Zeit des Ober-Rotliegenden vor etwa 260 Mio. Jahren, als große Erschütterungen der Erdkruste den Odenwald durchrüttelten und Vulkane, v. a. im Gebiet um Weinheim (Wachenberg (400 m ü. NN), Daumberg), Schriesheim/Dossenheim (vor 290-270 Mio. Jahren) und Heidelberg-Ziegelhausen, an alten Störungszonen aus der Erde drangen, Tuffe (z. B. zwischen Schriesheim und Wilhelmsfeld nachweisbar) und Glutwolken aus ihren Kratern schleuderten und Lava auf eine flachwellige Granit-Gneis Erdoberfläche gossen, die nach Verwitterung der variszischen Berge übriggeblieben war. Diese alte permische Rumpffläche ist im Kanzelbachtal noch sichtbar: Östlich von Schriesheim am Allmannsbacher Kopf (unterschiedliche Schreibweisen, u. a. Allmesbach, 361 m ü. NN), am Wendenkopf (359 m ü. NN) bzw. am Leichtersberg lagert Rotliegendes auf dem Granit. Ein weiteres Zeugnis der geologischen Vergangenheit ist der Rhyolith-Steinbruch Weinheim, wo die erstarrte Schlotfüllung des Wachenberg-Vulkans zu Schotter verarbeitet wird. In Schriesheim/Dossenheim dagegen ist der Abbau der auf dem Granitgebirgsrumpf aufliegenden Quarzporphyrdecken inzwischen eingestellt. Die Ausbruchsstelle dieses Vulkans lag vermutlich im Gebiet des heutigen Rheingrabens und versank mit allen Materialien bei dessen Einbruch.

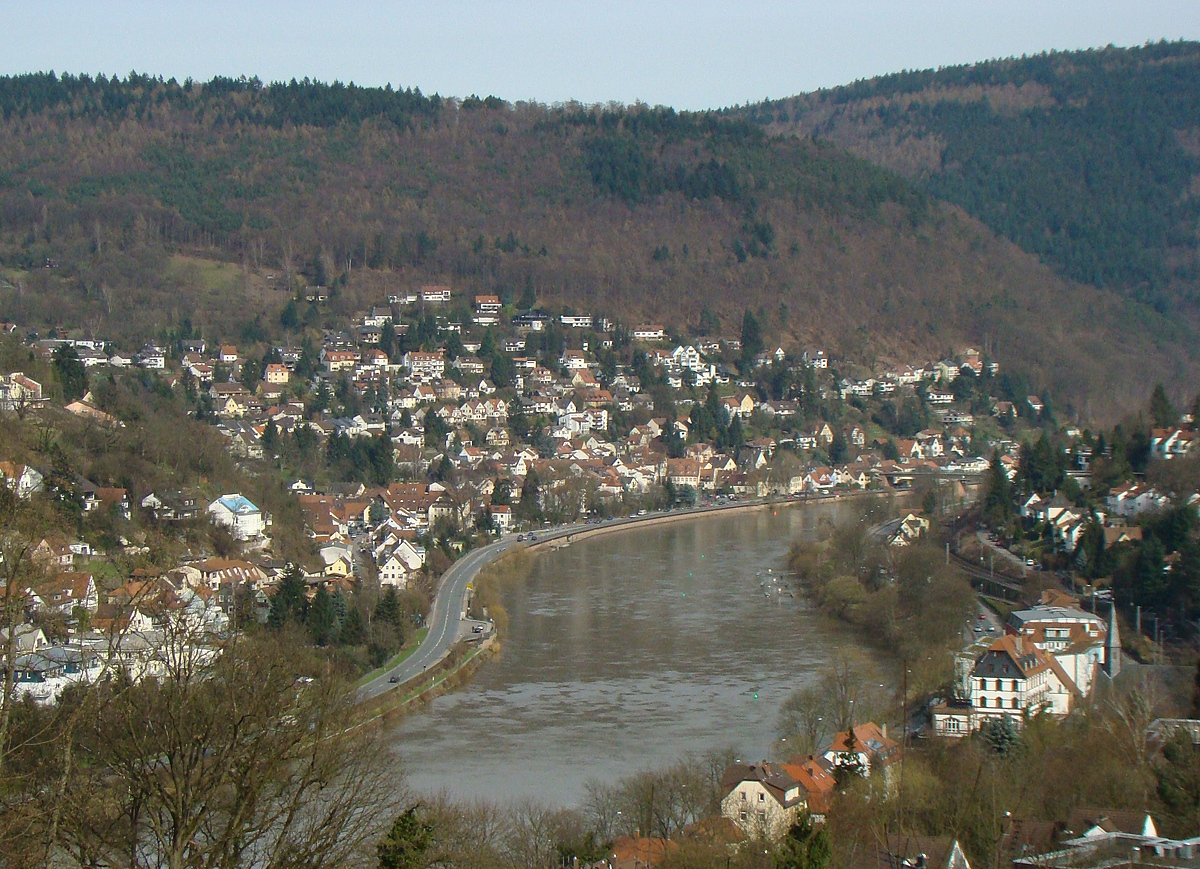
Westlich von Ziegelhausen ist durch den Neckareinschnitt zwischen der Buntsandsteindecke und dem Granit verkieselter Zechstein aufgeschlossen, der in der Sedimentationszeit im Perm abgelagert wurde, als das Zechsteinmeer den Granitrumpf der inzwischen verwitterten und abgetragenen variszischen Berge bedeckte.

Ein Relikt der Sedimentationszeit findet man bei Ziegelhausen: Zechstein aus dem Erdzeitalter des jüngeren Perm, als das Zechsteinmeer die Region überflutete und sie mit Ablagerungen bedeckte, die für den Erzbergbau bedeutsam sind, da in die Dolomite später eisen- und manganhaltige Quarzlösungen eindrangen.
Die östliche Grenze des Heidelberger Granitgebietes ist durch Buntsandsteinablagerungen (unterer B. im Schriesheimer-Heidelberger Raum, die Hauptgipfel liegen im mittleren oder oberen B., so im Katzenbachtal bei Schriesheim) aus dem Mesozoikum (Erdmittelalter) zwischen 250 und 65 Mio. Jahren geprägt (s. auch Buntsandstein-Odenwald). Damals wurden bis zu 600 m mächtige Buntsandstein-, Muschelkalk-, Keuper- und Jura-Schichten abgelagert, die im Odenwald größtenteils nicht mehr erhalten sind, bis auf die Buntsandsteine z. B. der das Neckartal begrenzenden Bergzüge.
Bei variszischen und späteren (v. a. tertiären) tektonischen Vorgängen rissen, v. a. im westlichen Teil in der Nähe des heutigen Rheingrabenrands, immer wieder in den Gesteinsmassen Spalten auf, in welche z. B. jüngere Aplite, wie südwestlich von Altenbach, oder Schmelzen eindrangen und dort zu Ganggesteinen auskristallisierten. Beispiele sind u. a.
- der 2 km lange Schwerspatgang im Weiten Tal östlich Schriesheims (Bild s. u.[30]), der v. a. im 19. Jh. steinbruchmäßig und unter Tage (bis 1939) abgebaut wurde, um Bindemittel für die Farb- und Papierherstellung zu gewinnen,
- ein ca. 12 m mächtiger Quarzfeldspat-Korpus im Aplitgranit des Herrmannsgrunds (nördlich des Weiten Tals), der im 19. und Anfang des 20. Jhs. zu einer Frankenthaler Porzellanmühle transportiert wurde,
- die erzhaltigen (u. a. Kupfer-) Quarz-Baryt-Gänge bei Ursenbach, bei Hohensachsen (Grube Marie in der Kohlbach), Am Apfelberg im Tal nach Ritschweier, im Raum Großsachsen im Tal nach Heiligkreuz oder Am Haubenböhl bei Gorxheim.
- Z. T. wurden sie bergbaumäßig erschlossen wie die im Biotitgranit eingelagerte Silber-, Kupfer- und Eisen-Vererzungszone Am Branich (heute Besucherbergwerk in Schriesheim[31]) oder die Manganvorkommen im verkieselten Zechsteindolomit (s. o.) des Mausbachtals bei Ziegelhausen (s. o.).[32]

## Geologische Karten und Profile

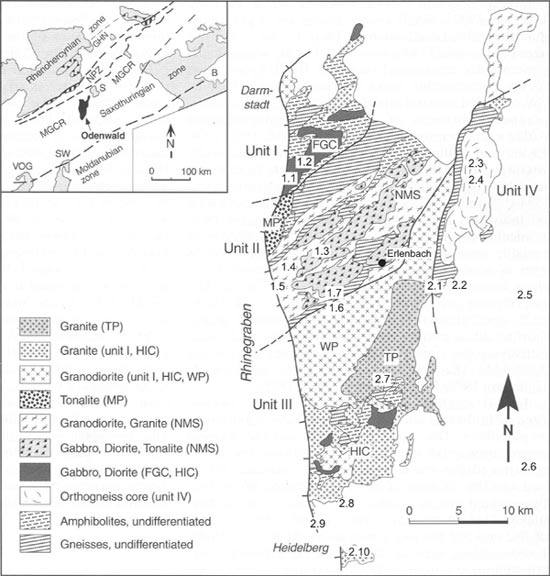
Geologische Karte des Odenwaldes (aus: Altherr, 1999)
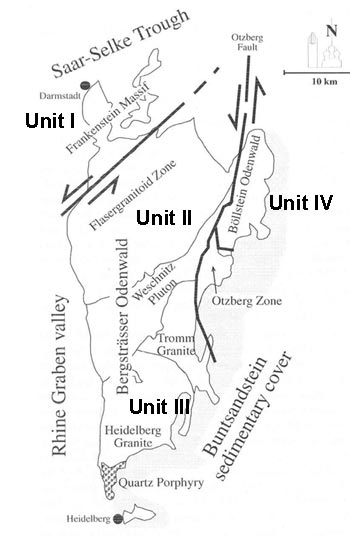
Geologische Karte des Odenwaldes (aus: Stein, 2001)
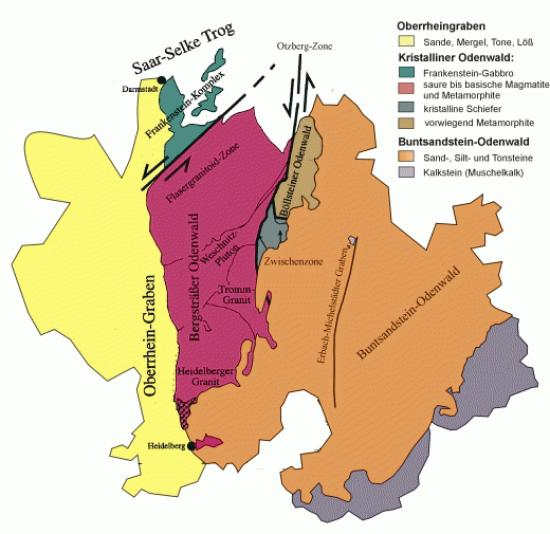
Geologische Karte des Odenwaldes (Stein, 2001 + Weber, Geo-Naturpark)
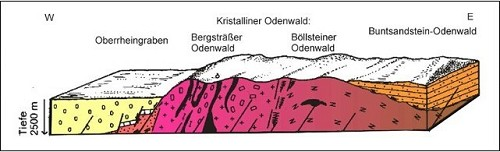
Geologisches Profil des Odenwaldes (Geo-Naturpark)
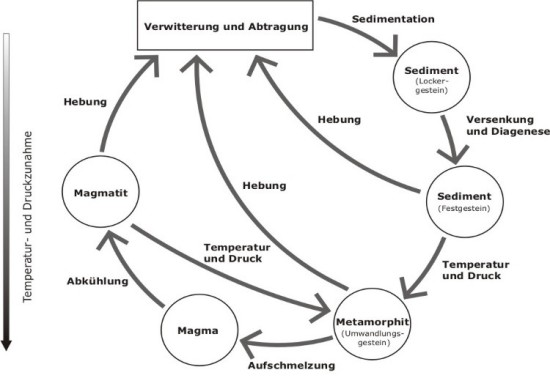
Kreislauf der Gesteine (Geo-Naturpark)

## Das heutige Landschaftsbild

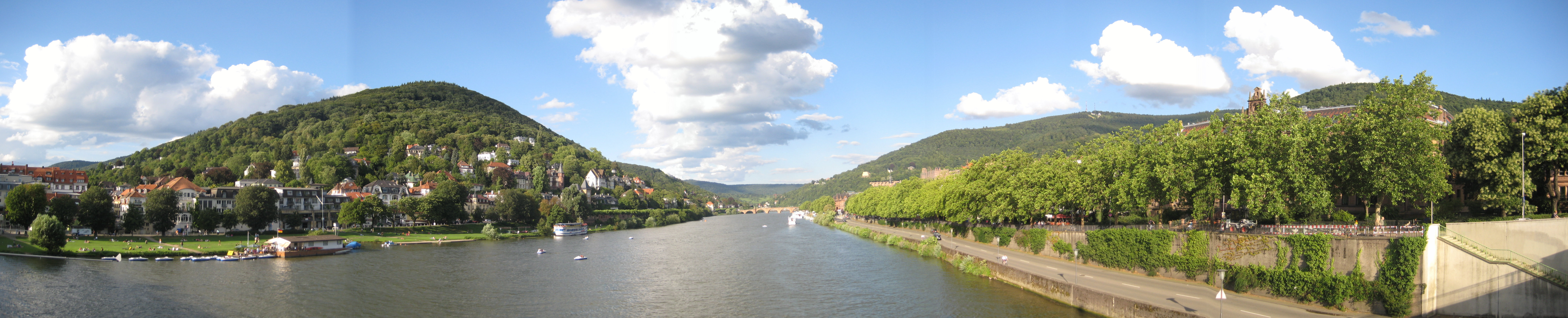
Der Neckar schnitt sich nach der Absenkung des Rheingrabens durch die Buntsandsteinstufe und legte an den unteren Hängen den Granitunterbau frei. Auch im Schlossgraben ist die Auflage des Sandsteins auf dem kristallinen Gestein zu sehen.

Das heutige Landschaftsbild entwickelte sich im Tertiärzeitalter. Ausgelöst durch die Absenkung des Oberrheingrabens vor 45 Mio. Jahren zerbrachen Erschütterungen das Gebiet des heutigen Odenwaldes in Gebirgsblöcke und Gräben. Das andauernd absinkende Rheintal legte auch die Erosionsbasis für die Flüsse und Bäche wie den Neckar oder den Schriesheimer Kanzelbach immer tiefer, so dass sie sich zunehmend ins Gestein einschnitten. Außerdem begünstigte das warmfeuchte Klima dieser Zeit die Verwitterung. So wurden nicht nur die mächtigen Buntsandstein- und Muschelkalkschichten, die sich im Mesozoikum auf dem Granitsockel des Gebirges abgelagert hatten (weiteres unter Geologie des Odenwaldes), zerkleinert und durch die Flüsse erodiert, sondern ebenfalls der wieder freigelegte kristalline Bergrumpf.
In diesem Zusammenhang entstanden die Granit-Felsklippen am Wildeleutstein und Eichelberghang (524 m ü. NN) westlich Lampenhains: Die oberen Partien auf dem Höhenrücken zerrissen in Blöcke und die anschließende Chemische Verwitterung rundete sie ab (Wollsackverwitterung). Zuerst waren sie noch umgeben von einer bis 30 m tiefen Vergrusung, später spülten Regengüsse den Grus auf die Hänge (Hangschuttdecken) und ins Tal, wo ihn die Bäche abtransportierten, und legten die Granitfelsen frei, die in Auftauphasen Ende der Eiszeit auf dem Permafrost abwärts rutschten und Blockmeere bildeten, z. B. an den steilen Hängen des Eichelbergs.

## Naturdenkmäler im Gebiet des Heidelberger Granits
- NW Seite des Wendenkopfes bei Schriesheim[39]
- Strahlenburg oberhalb Schriesheims am Gefallenendenkmal[40]
- Ehemaliger Steinbruch unterhalb der Hirschburg bei Leutershausen[40]
- Steinerne Kanzel bei Hirschberg[41]
- Granitklippen am Eichelberg-Hang (südöstlich Oberflockenbachs)
- Wildeleutstein oder Wildeleutestein zwischen Wünschmichelbach und Bärsbach
- Russenstein: Granitschwelle unter Buntsandsteinformationen am Fuß des südostexponierten Heiligenberg-Steilhangs am Neckar bei Heidelberg: Themenpark-Umwelt Sandstein Odenwald-Hauberge und Winterhauch[11]
- Granitfelsen am Valerieweg bei Heidelberg oberhalb der B 37: Themenpark-Umwelt Sandstein Odenwald-Hauberge und Winterhauch[11]

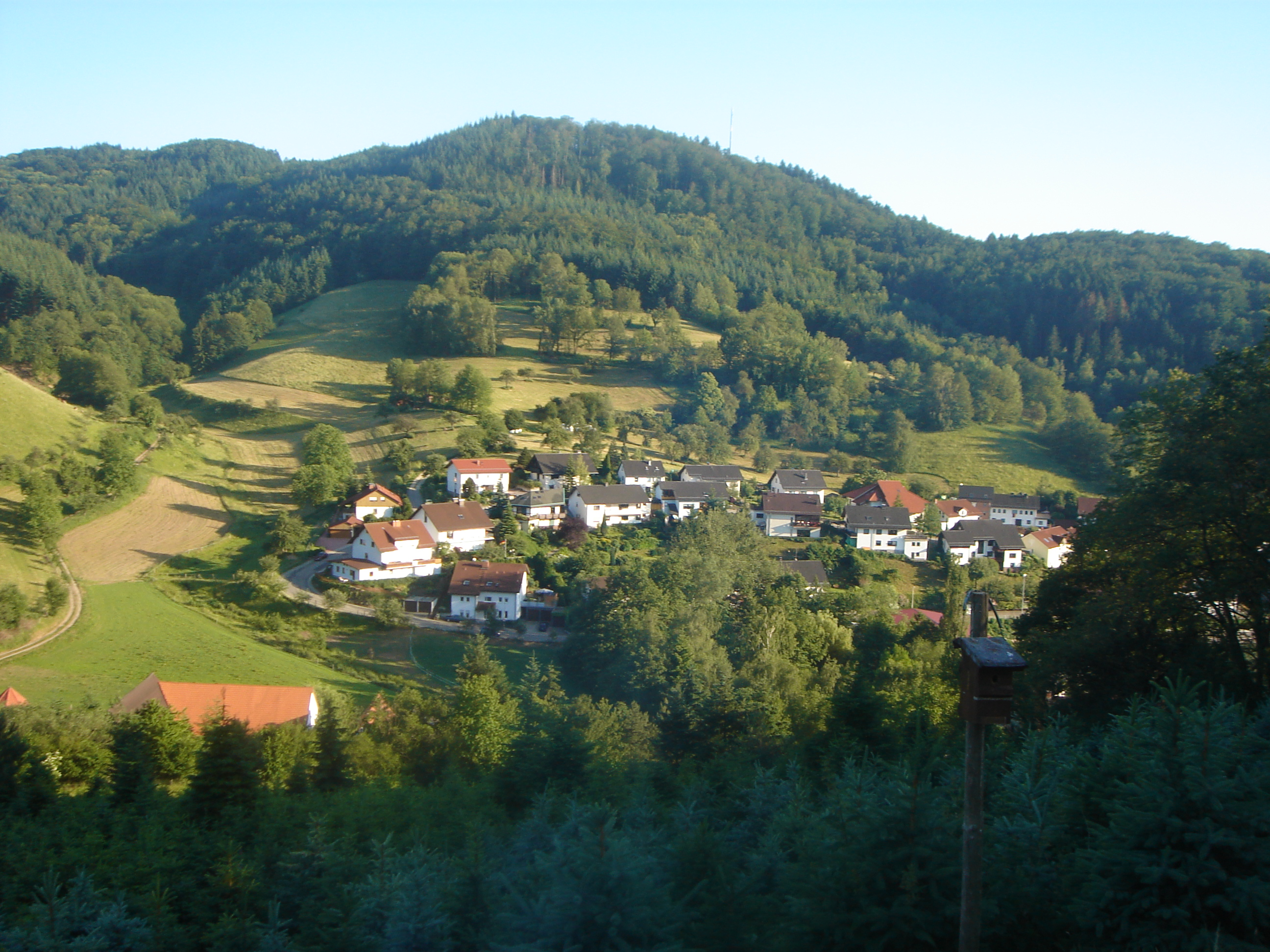
Der Daumberg (462 m ü. NN) südlich Trösels (Gorxheimertal) ist der Rest (Rhyolith, Staub- und Glastuffe) eines Vulkans, der bei seinem Ausbruch das Granitgrundgebirge durchbrach.
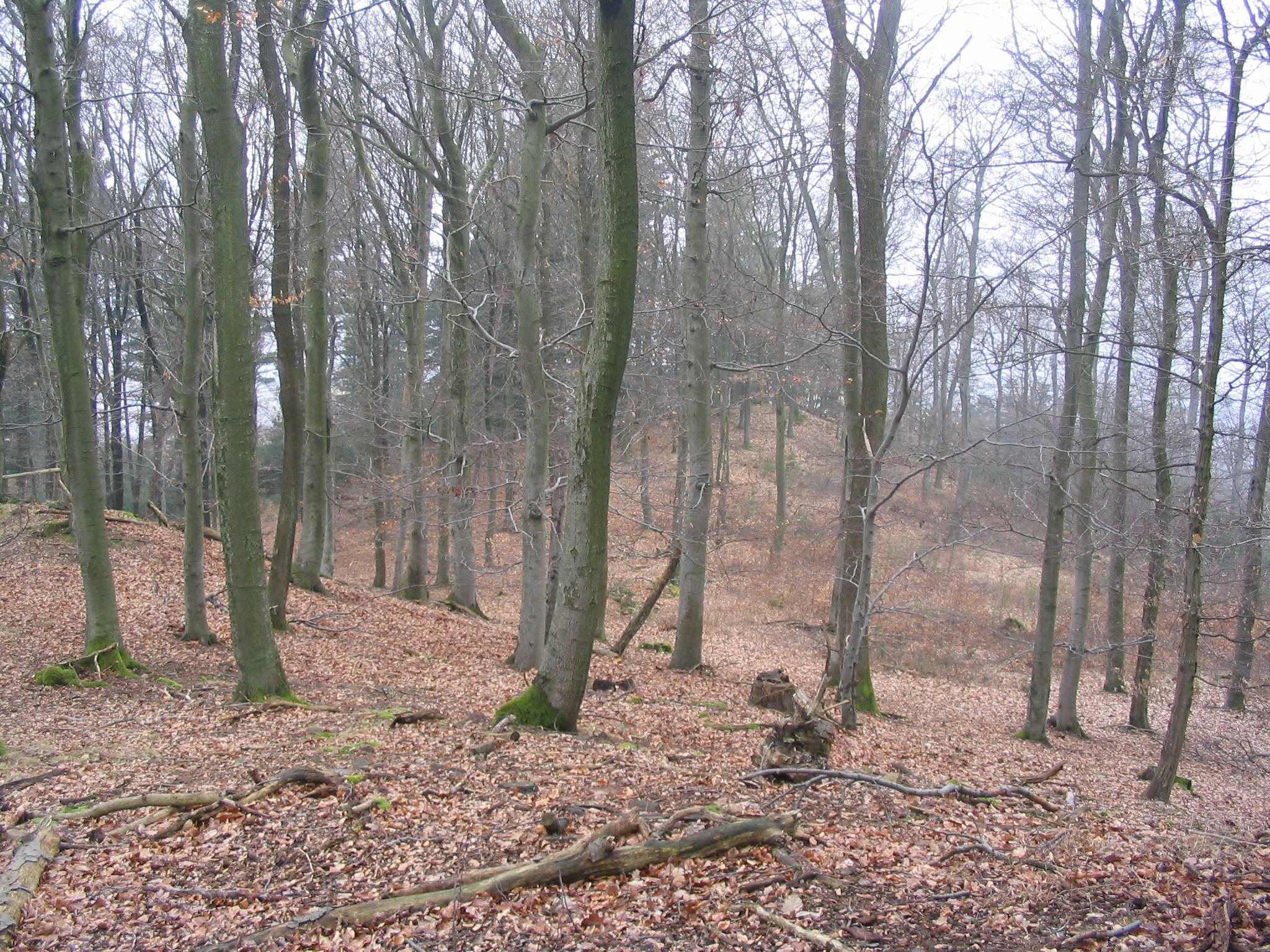
Die Gipfelregion des Daumbergs mit der zweifachen Spitze und der zentralen Wanne erinnert an erloschene Auvergne-Vulkane, jedoch war der Schlot zu Beginn der Abtragung höher.
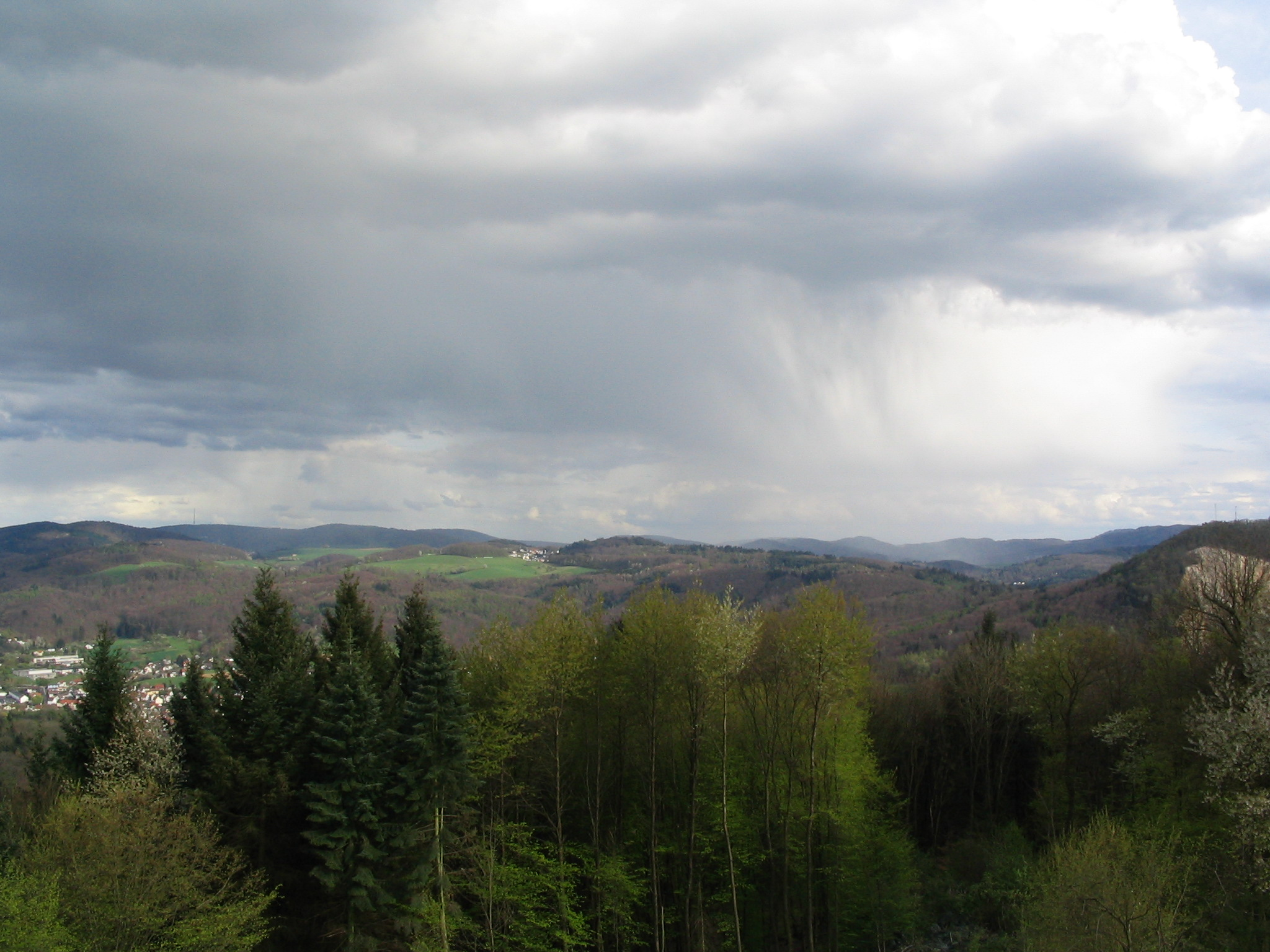
Blick vom Hirschkopf bei Weinheim in die Mischzone zwischen Tromm- und Heidelberger-Granit: Kisselbusch/Götzenstein, Buntsandsteinstufe Hardberg-Stiefelhöhe, Buchklingen zwischen Waldskopf und Geiersberg, Berge südlich des Gorxheimer-Tals (von links)
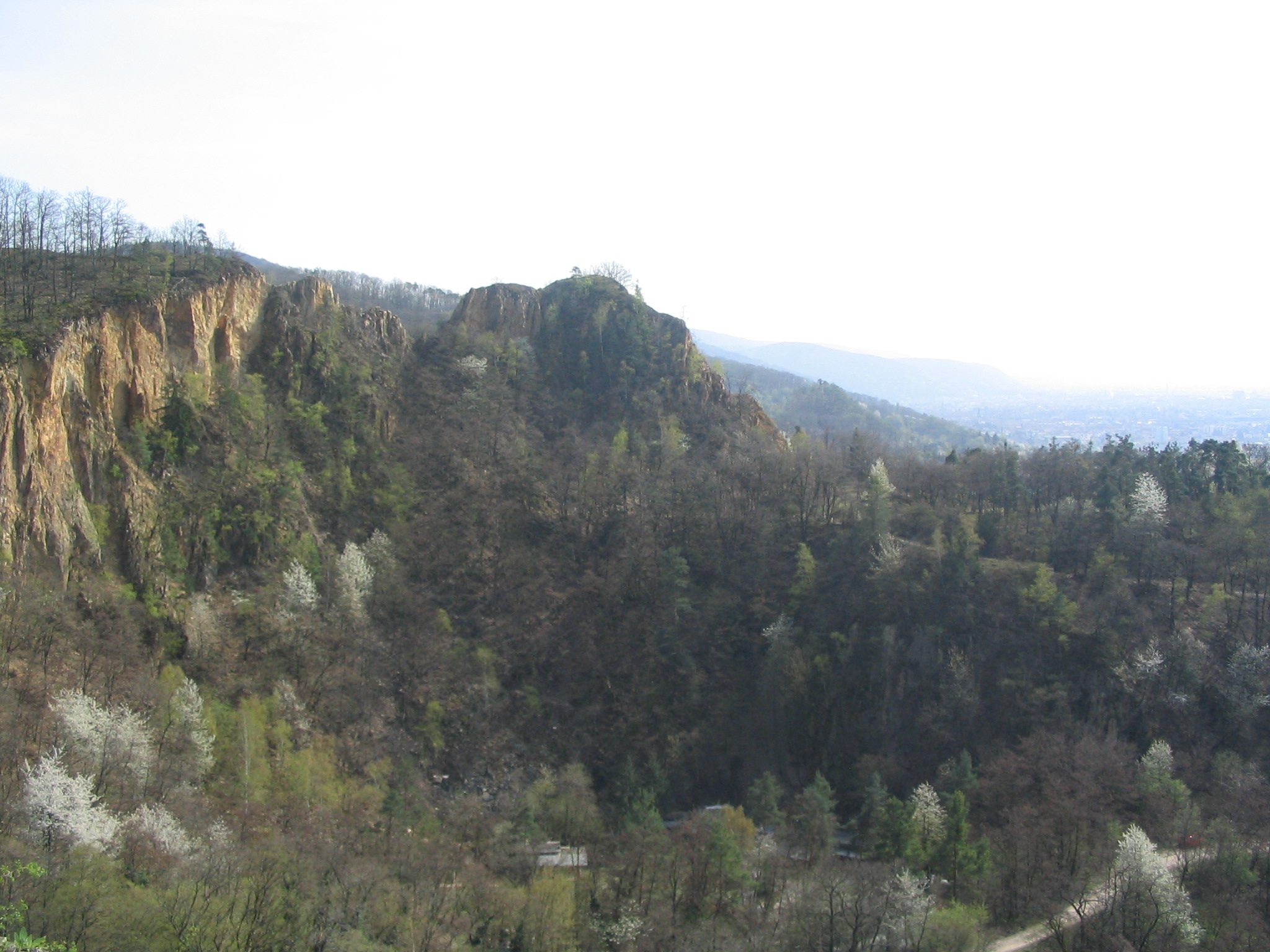
Die Abbaurelikte des Dossenheim-Vulkans am Sporenberg (von der Schauenburg aus), im Hintergrund die den Rheingraben begrenzenden Buntsandsteinberge bei Heidelberg
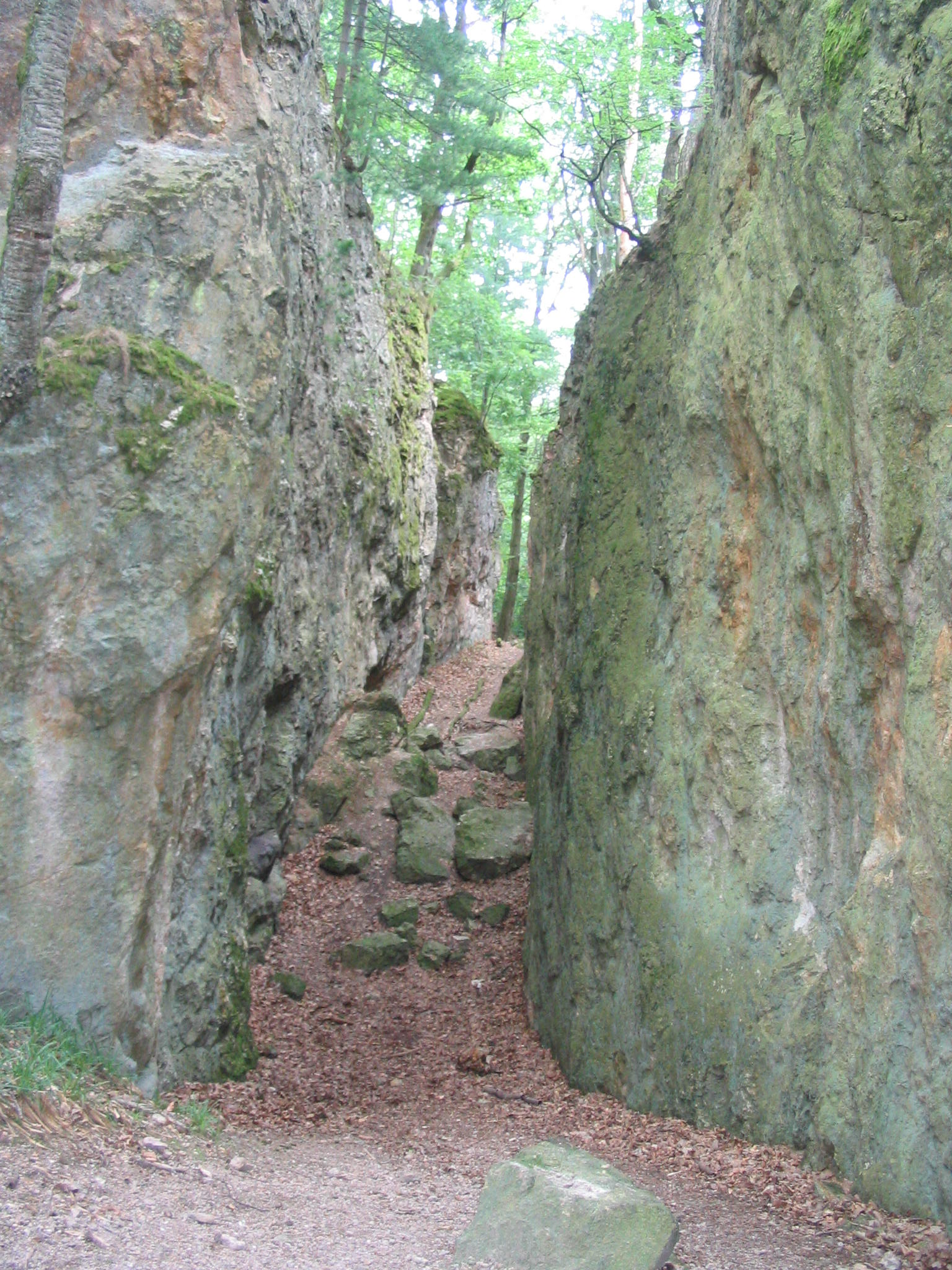
Die bis zu 10 m tiefe Schlucht im Weiten Tal bei Schriesheim markiert einen abgebauten Barytgang. Er entstand als hydrothermale Spaltenfüllung (s. o.), in deren Prozess die Granit-Rahmengesteine durch Aufschmelzung zersetzt bzw. mylonitisiert wurden.

## Geotouren und Gesteinssammlungen in Regionalmuseen
- Mineralien aus dem Odenwald: Herrenhaus des Kulturzentrums Reinheim[43]
- Geopark-Pfad Weinheim-Schriesheim[44]
- Felsklippenwanderung Eichelberg und Wildeleutestein: Rundweg 2 (Rückweg: Ab Donnersberg Wechsel zu Rundweg 3, wieder durch das Haundelstal) vom Parkplatz Bärsbacher Weg in Wünschmichelbach aus
- Grube Marie in der Kohlbach – Historisches Blei- und Silberbergwerk[45]
- Besucherbergwerk Grube Anna-Elisabeth[46][47]
- Siehe auch: Liste von Bergwerken im Odenwald

## Kletterwände
- Granodiorit/Granit – Jakobswand östlich Weinheims im Weschnitztal[48]
- Rhyolith-Terrassen am Ölberg östlich Schriesheims[49]

## Literatur

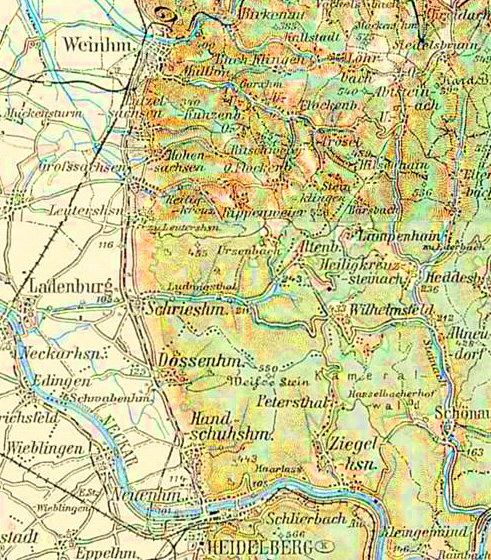
Landkarte (1907/1914) des Heidelberger Granit-Gebietes zwischen Weinheim, Heidelberg und Abtsteinach. Weitere kartographische Darstellungen und Luftaufnahmen der Region: